# Friedeburg
Friedeburg är en kommun i det tyska distriktet Wittmund i det historiska landskapet Ostfriesland, Niedersachsen.

## Geografi
Kommunen ligger på östra kanten av det ostfriesiska-oldenburgiska geestområdet. Delar av kommunen ligger inom marskland.

## Historia

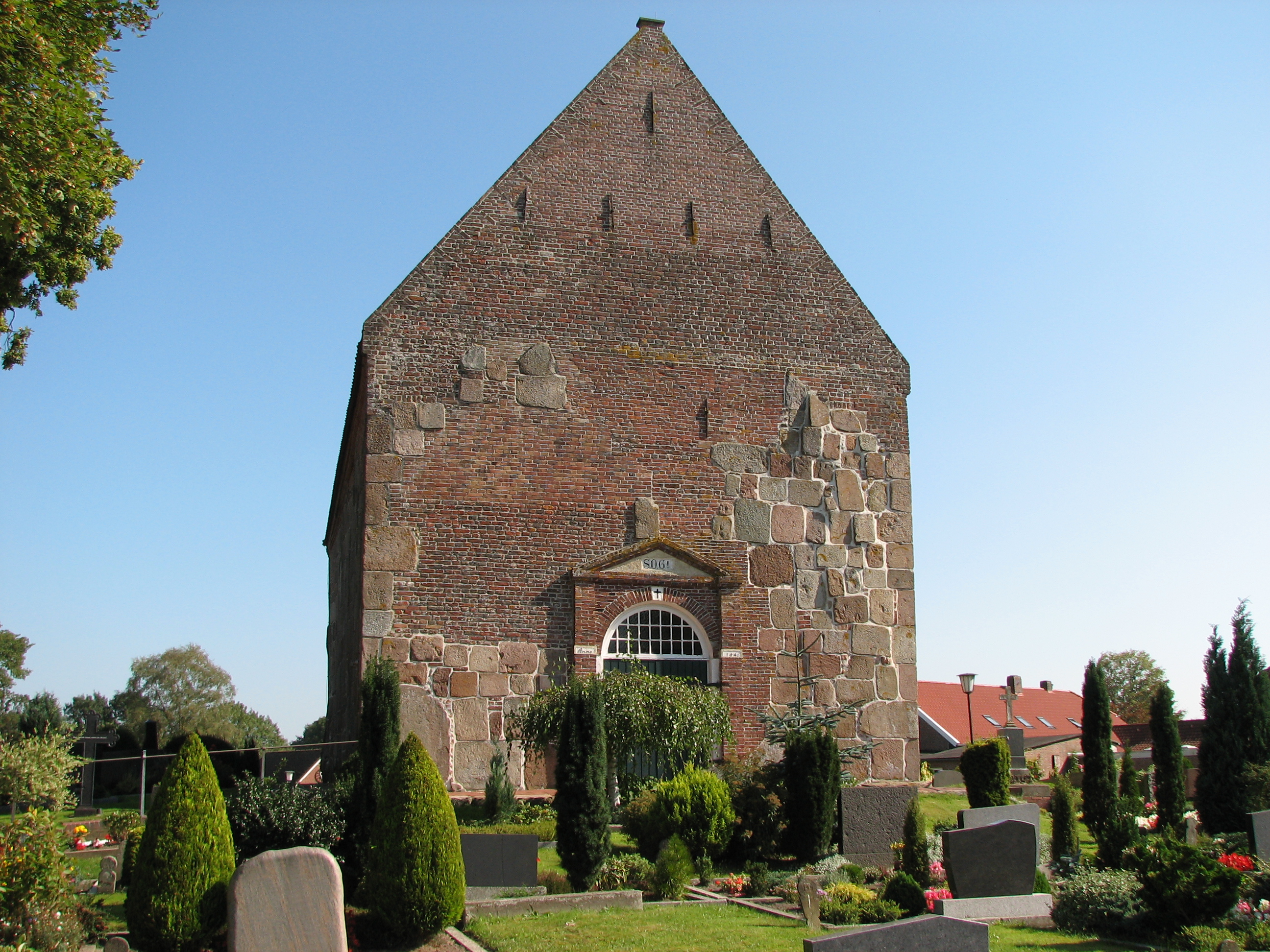
St. Marcus-kyrkan i Marx

Området kring Friedeburg har varit bebott sedan förkristen tid. Det finns bland annat fornfynd i form av gravhögar och stensättningarna Oll Gries och Der Hunt. Stapelstein i närheten av Etzel är en grav från stenåldern.
Runt kommunens huvudort, Friedeburg, finns en skyddsvall. I kommunen finns två kloster. Klostret Reepsholt från 900-talet är Ostfrieslands äldsta kloster. Klostret Hopels grundades på 1200-talet av Premonstratensorden. Inom kommunen finns ett flertal gamla kyrkor, bland annat St. Marcuskyrkan i Marx från 1100-talet, St. Martinskyrkan i Etzel från 1200-talet och den romanska St. Mauritiuskyrkan i Reepsholt från omkring år 1200.
Kommunen fick sin nuvarande utformning genom kommunreformen 1972. Kommunen har ca 10 600 invånare.

## Orter i Friedeburgs kommun
- Abickhafe
- Bentstreek
- Dose
- Etzel
- Friedeburg
- Hesel
- Horsten
- Hoheesche
- Marx
- Reepsholt
- Upschört
- Wiesede
- Wiesedermeer